# درو کری
درو کری (انگلیسی: Drew Carey؛ زادهٔ ۲۳ مهٔ ۱۹۵۸) یک هنرپیشه، و خواننده اهل ایالات متحده آمریکا است.
از فیلم‌ها یا برنامه‌های تلویزیونی که وی در آن نقش داشته‌است می‌توان به ژپتو، ربات‌ها، نمایش درو کری، سر مخروطی‌ها اشاره کرد.